# Dakshin Rai
Dakshin Rai (bengali: দক্ষিণ রাই „König des Südens“) ist eine in den Sundarbans in Indien und Bangladesch verehrte Gottheit, welche über Raubtiere und Dämonen gebietet.
Nahe der Eisenbahnhaltestelle Garia in Kalkutta gibt es eine Strecke namens '‘Lakhikantapur’'; auf dieser liegt die Station Dhabdhabi. Einige Meilen entfernt liegt ein Dakshin-Rai-Tempel. Die Einwohner dieser Gegend verehren diesen Gott. Einst gehörte diese Gegend zu den Sundarbans.
Sein Herrschaftsgebiet reicht von Kakdweep im Süden über den Bhagirathi-Fluss im Norden und von Ghatal im Westen bis zum Bakla-Distrikt im Osten. Jeden Neumond (Amavashya) wird er verehrt und mit Tieropfern beschwichtigt. Die ansässigen Stämme versuchen ihr Möglichstes um den ‚König des Südens’ milde zu stimmen, indem sie nächtelang Tanzen und Singen.
Dakshin Rai’s Abbilder sind mit einem großen, zwirbelndem Backenbart versehen. Der Körper ist schlank und hat einen glänzenden, gelblichen Schimmer, der mit tigerähnlichen Streifen verziert ist. Geifer tropft von beiden Seiten aus seinem Mund und er hat einen sechs Meter langen Schwanz.
Bevor sich also die Bewohner der Sundarbans in das Mangrovendickicht wagen, legen sie großen Wert darauf, zuvor zu Dakshin Rai zu beten. Manche Stämme haben sich etwas Neues einfallen lassen: Sie binden eine Maske mit dem Gesicht des Dakshin Rai um ihren Hinterkopf, um so die sich von hinten anpirschenden Tiger zu verscheuchen.
In der Legende um Bonbibi war Dakshin Rai angeblich ein brahmanischer Weiser, welcher in einem Anflug von Gier beschloss, Menschen zu verspeisen: Zu ebendiesem Zweck verwandelt er sich in einen Tiger. Als er einmal in Tigergestalt einen jungen Mann zu verschlingen sucht, ruft dieser in seiner Not Bonbibi an. Da greifen Bonbibi und ihr Bruder Shah Jongoli ein und retten den Menschen.